# Filip Lukšík
Filip Lukšík (* 3. Februar 1985 in Banská Bystrica, Slowakei) ist ein slowakischer Fußballspieler. Er spielt vorzugsweise auf der linken Abwehrseite.

## Karriere
Filip Lukšík spielte in seiner Jugend und zum Beginn seiner Karriere beim slowakischen Fußballclub FK Dukla Banská Bystrica.
Im Jahr 2005 wechselte er zum tschechischen Erstligisten SK Sigma Olmütz. Im gleichen Jahr wurde er an SK Lipová ausgeliehen. Nach Ende seiner Leihe kehrte er zu SK Sigma Olmütz zurück, wurde jedoch in den darauf folgenden Jahren wiederum ausgeliehen. Im Jahr 2008 spielte Lukšík für den tschechischen Zweitligisten FK Fotbal Třinec und wurde im gleichen Jahr noch in sein Heimatland an den slowakischen Erstliga-Absteiger FK AS Trenčín ausgeliehen. Im Jahr 2010 wechselte er zum polnischen Klub Odra Wodzisław, wo er jedoch auch nicht lange verweilte und noch im gleichen Jahr zurück in die Slowakei zum Erstligisten FK Senica wechselte. Von 2011 bis 2013 spielte Lukšík in der niederländischen Eredivisie bei ADO Den Haag. Für die Saison 2012/13 wurde er an ŠK Slovan Bratislava ausgeliehen, mit dem er Meister der Corgoň liga, der ersten slowakischen Liga, wurde. 2013 spielte er bei TJ Spartak Myjava, dem Erzrivalen seines früheren Clubs FK Senica. Am 25. Januar 2014 wechselte Lukšík zum deutschen Zweitligisten FC Erzgebirge Aue, nachdem er bereits im Trainingslager der Mannschaft in Lara/Türkei ein Testspiel absolviert hatte. Bei Aue spielte er bis zum Ende der Saison 2014/15 in der 2. Bundesliga in insgesamt 30 Ligaspielen und erzielte dabei ein Tor. Im Juli 2015 wechselte er gemeinsam mit seinem ehemaligen Teamkollegen Solomon Okoronkwo zum 1. FC Saarbrücken. Anfang Januar 2017 wurde der Slowake von der TSG Neustrelitz für die Regionalliga Nordost verpflichtet.